# Білянська сільська рада (Липовецький район)
| Білянська сільська рада — сільська рада у складі Липовецького району Вінницької області. Адміністративний центр — с. Біла. Сільській раді підпорядковані населені пункти: - с. Біла - с. Шендерівка - с. Нове - с-ще Мала Біла |

## Склад ради
Рада складається з 12 депутатів та голови.

## Керівний склад сільської ради
| ПІБ                         | Основні відомості                                                                         | Дата обрання | Дата звільнення |
| --------------------------- | ----------------------------------------------------------------------------------------- | ------------ | --------------- |
| Нікітчук Алла Володимирівна | Сільський голова, 1963 року народження, освіта, член Народно-демократичної партії України | 26.03.2006   | 31.10.2010      |
| Нікітчук Алла Володимирівна | Сільський голова, 1963 року народження, освіта вища, член Партії регіонів                 | 31.10.2010   |                 |

Примітка: таблиця складена за даними джерела